# Mezdra
Mezdra (bułg. Мездра) – miasto w Bułgarii, Obwód Wraca nad rzeką Iskyr; 13 723 mieszkańców (2006). Siedziba gminy Mezdra.

## Historia
Ślady osadnictwa już w czasach prehistorycznych. Do momentu rozpoczęcia budowy linii kolejowej w 1893 roku pozostawała niewielką wioską. Prawa miejskie od 1950 roku.

## Transport
Mezdra posiada 2 dworce kolejowe, połączone linią kolejową m.in. z Sofią, Bukaresztem i Salonikami.

## Przemysł
Przemysł kamieniarski i browarniczy.

## Sport
W mieście siedzibę ma klub bułgarskiej Grupy „A”, Łokomotiw Mezdra.

## Miasta partnerskie
- Kanotop
- Mammola